# 莱讷河畔隆日维尔
莱讷河畔隆日维尔（法語：Longeville-sur-la-Laines，法語發音：[lɔ̃ʒvil syʁ la lɛn]）是法国上马恩省的一个旧市镇，属于圣迪济耶区。2016年1月1日，莱讷河畔隆日维尔和相邻的另外3个市镇合并为新市镇里沃代尔瓦斯（Rives Dervoises）。

## 地理
莱讷河畔隆日维尔（48°27'18"N, 4°41'8"E）面积15.6 平方千米，位于法国大東部大區上马恩省，该省份为法国东北部内陆省份，北起马恩省和默兹省，西接奥布省，西南接科多尔省，东南接上索恩省，东临孚日省。
与莱讷河畔隆日维尔接壤的市镇（或旧市镇、城区）包括：昂皮尼、朗蒂耶、瓦朗蒂尼、塞丰、卢兹。
莱讷河畔隆日维尔的时区为UTC+01:00、UTC+02:00（夏令时）。

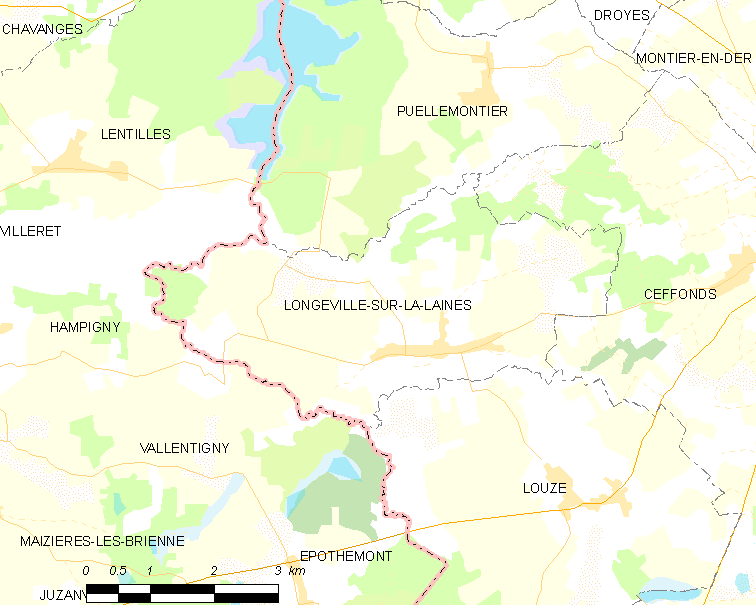
莱讷河畔隆日维尔的OSM定位图

## 行政
莱讷河畔隆日维尔的邮政编码为52220，INSEE市镇编码为52293。

## 政治
莱讷河畔隆日维尔所属的省级选区为瓦西县。

## 人口

1962-2008年间莱讷河畔隆日维尔人口变化图示

莱讷河畔隆日维尔于2018年1月1日时的人口数量为415人。